# 秋赫捷特區
56°31′48″N 89°18′36″E / 56.53000°N 89.31000°E
秋赫捷特區（俄语：Тюхтетский район），是俄羅斯的一個區，位於該國中部，由克拉斯諾亞爾斯克邊疆區負責管轄，始建於1925年5月25日，面積9,339平方公里，2010年人口8,858，人口密度每平方公里0.95人。